# Dominikus Zimmermann

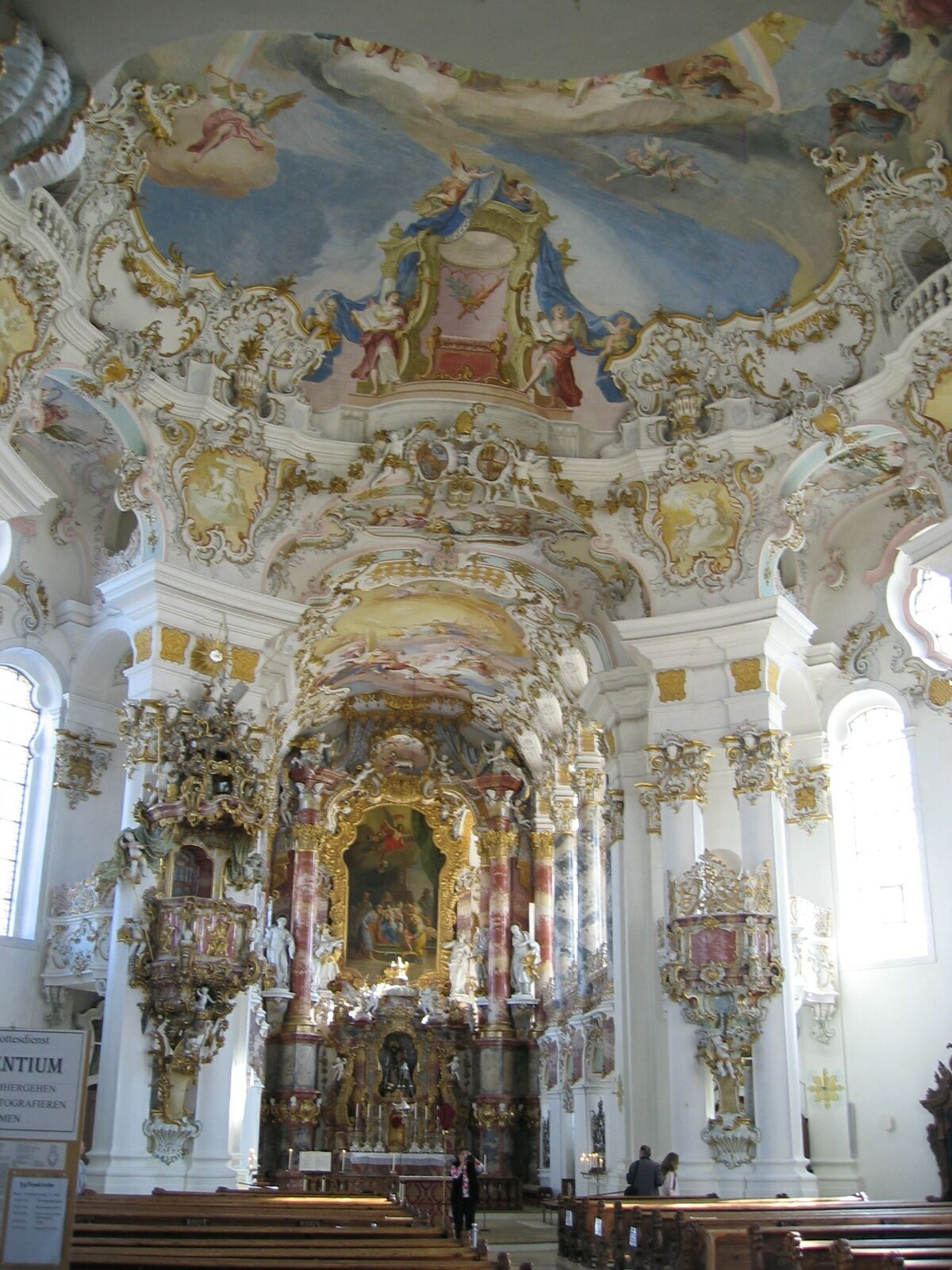
Oltářní prostor poutního kostela ve Wies

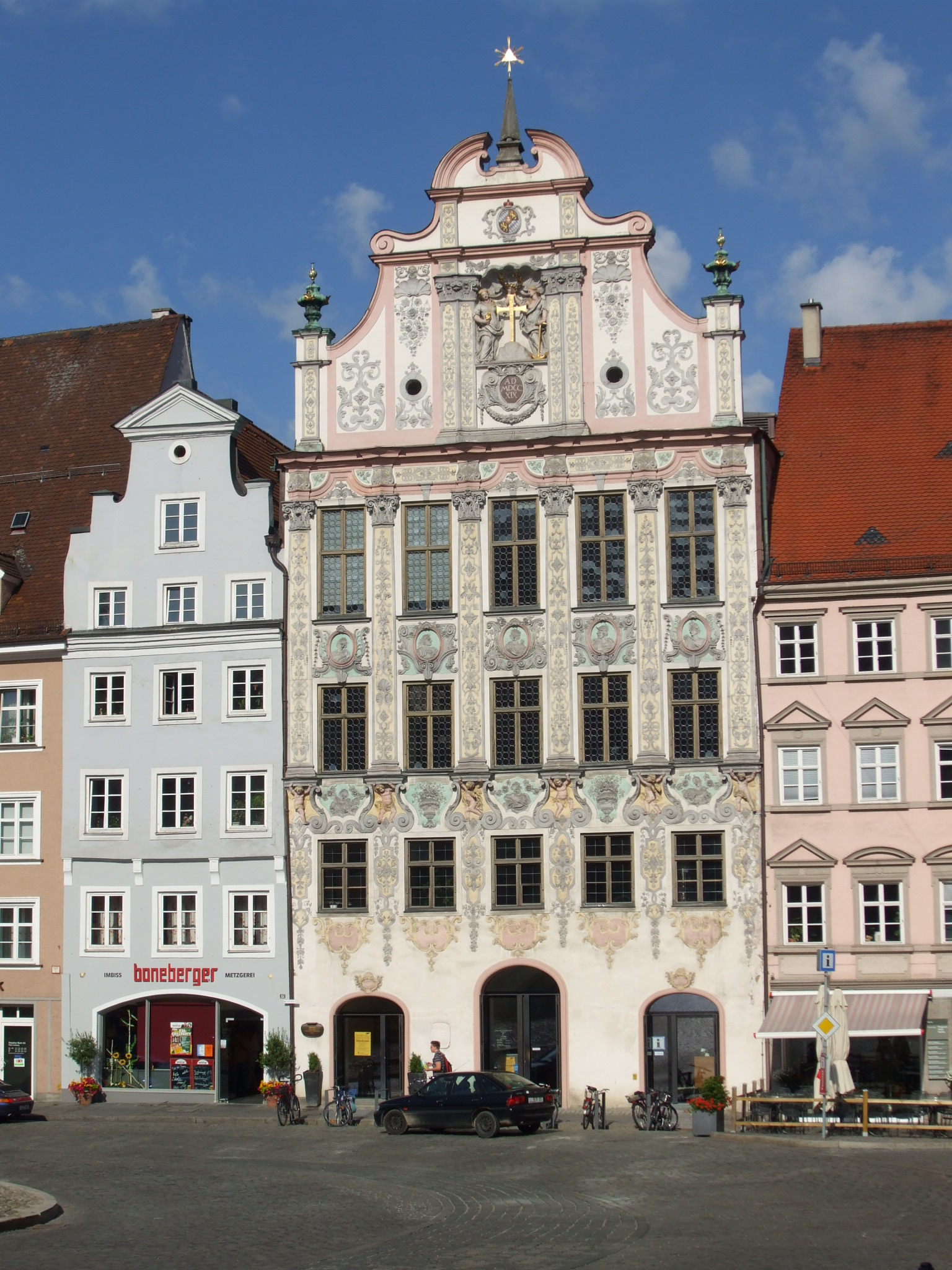
Radnice v Landsbergu am Lech

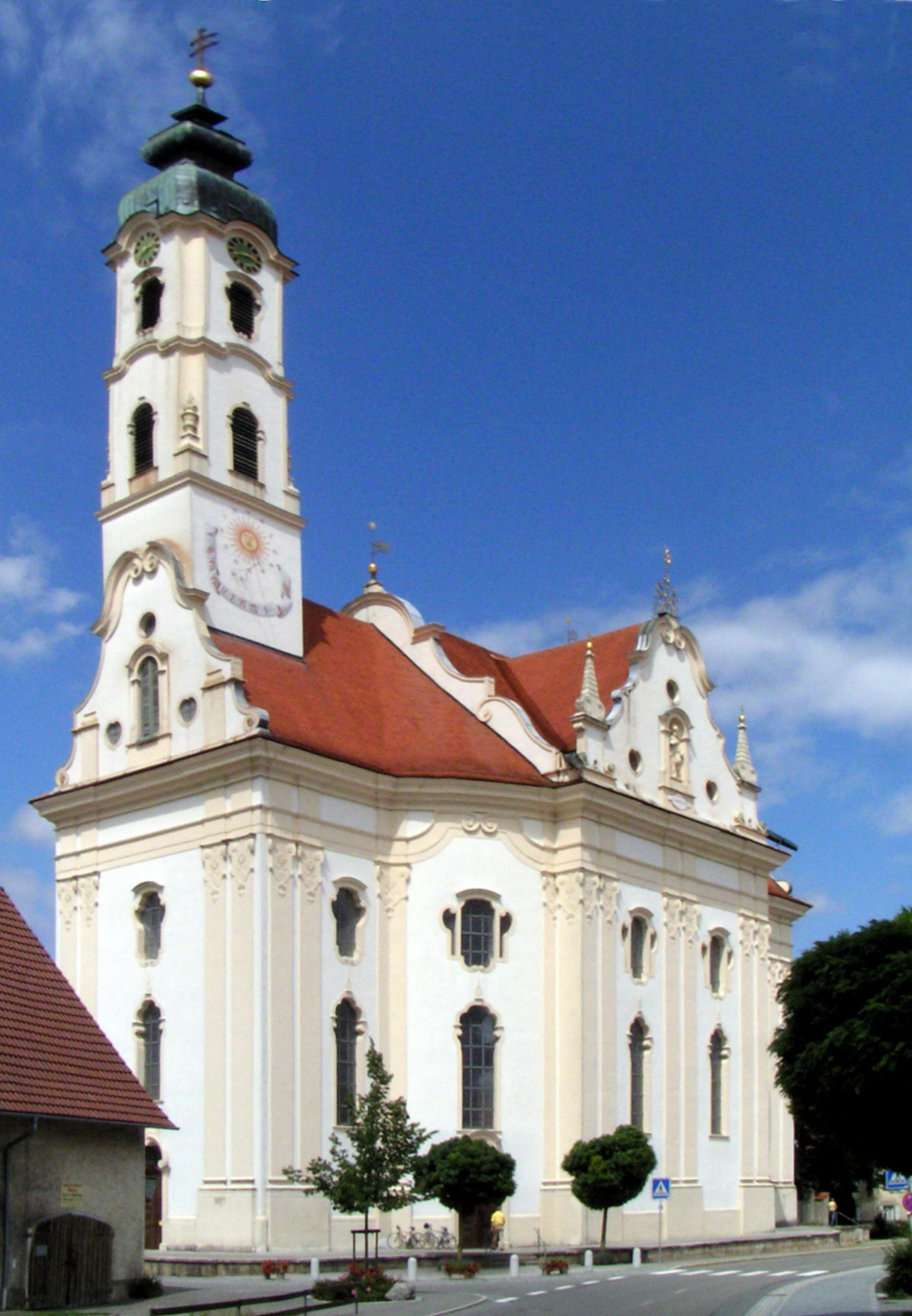
Poutní kostel ve Steinhausenu

Dominikus Zimmermann (30. července 1685, Gaispoint u Wessobrunnu – 16. listopadu 1766, Wies u Steingadenu) byl bavorský štukatér, stavitel oltářů a architekt, zařazovaný k tzv. wessobrunské škole. Jeho díla patří k vrcholům jihoněmeckého rokoka.

## Život
Spolu se svým bratrem Johannem Baptistou se vyučil ve škole u benediktinského kláštera Wessobrunn v horním Bavorsku. Nejprve pracoval jako štukatér, později i jako architekt. Roku 1708 se oženil s Theresou Zöpfovou, odstěhovali se do Füssenu, od roku 1716 získal měšťanství v Ladsbergu, kde byl v letech 1748–1753 purkmistrem. Při stavbě poutního kostela ve Wiesu, která je jeho vrcholným dílem (a zároveň vrcholem německého rokoka), si postavil u kostela domek, kde strávil poslední léta svého života. Pochován je v nedalekém Steingadenu.

## Hlavní díla
- 1716–1725: klášterní kostel v Maria Medingen v okrese Dillingen (první samostatná stavba)
- okolo 1720: kostel kláštera dominikánek v Bad Wörishofen (štuky a fresky)
- 1719: stará radnice v Ladsbergu
- 1726–1729: klášter Sießen
- 1728–1733: poutní kostel ve Steinhausenu u Bad Schussenriedu
- 1735–1740: Kostel Panny Marie (Frauenkirche) v Günzburgu
- 1745–1754: Poutní kostel ve Wies u Steingadenu, vrcholné dílo
- 1752 kostel sv. Jana Křtitele v Ladsbergu.